# Naoki Matayoshi
Naoki Matayoshi (又吉 直樹, Matayoshi Naoki, né le 2 juin 1980) est un comédien, scénariste, et romancier japonais qui a reçu le prix Akutagawa en 2015 pour son livre Hibana (火花, Une étincelle), consacré à l'univers du manzai.

## Filmographie

### Film
- Fune wo amu (2013) : Togawa

### Télévision
- The Untold Story: How Tezuka created his "Black Jack" (2013) : Fujio Akatsuka
- Botchan (2016) : Natsume Sōseki